# シェリル・クロウ
シェリル・スザンヌ・クロウ（Sheryl "Suzanne" Crow、1962年2月11日 - ）は、アメリカ合衆国ミズーリ州ケネット出身のカントリー&ウェスタンを中心にしたシンガーソングライター、レコード・プロデューサー、女優、政治活動家。身長161cm。彼女の音楽はロック、フォーク、ヒップホップ、カントリー・ミュージック、ポップ・ミュージックの要素を組み込んでいる。

## 概要
これまで7枚のアルバムの他、2枚のコンピレーション・アルバム、1枚のライブ・アルバムを発表し、また多数の映画のサウンドトラックにも楽曲提供している。全米で1,700万枚、世界で5,000万枚のレコード・セールスを記録し、これまでに9度グラミー賞を受賞している(ノミネートは32回)。
ローリング・ストーンズとも演奏したことがあり、マイケル・ジャクソン、エリック・クラプトン、ルチアーノ・パヴァロッティ、ウィリー・ネルソン、B.B.キング、トニー・ベネット、スティングなどとデュエットを歌った。ティナ・ターナー、マイケル・ジャクソン、ドン・ヘンリー、スティーヴィー・ニックス、ベリンダ・カーライル、およびボブ・ディランのデビュー30周年記念公演にてバッキング・ヴォーカルとして演奏。
女優としてもNBCの『30 ROCK/サーティー・ロック』、ABCの『GCB 』、『クーガータウン』、ディズニー・チャンネルの『シークレット・アイドル ハンナ・モンタナ』第4シーズン、ジョン・スチュワートとスティーヴン・コルベアの『Rally to Restore Sanity and/or Fear 』、『One Tree Hill』など様々なテレビ番組に出演している。

## 来歴

### 生い立ち
ミズーリ州ケネットで、弁護士でトランペット演奏者の父親とピアノ講師の母親の間に誕生。姉2人と弟1人がいる。
ケネット高等学校在学中、マーチングバンドのダンサーと陸上競技に参加し、75mハードル競走の全米選手権でメダルを獲得した。またチアリーダー、National Honor Society 、National FFA Organization 、Paperdoll Queen に所属していた。ミズーリ州コロンビアにあるミズーリ大学コロンビア校に進学し、作曲、演奏、教育の学士を取得。大学在学中にはカシミールという地元のバンドで歌っていた。フラタニティKappa Alpha Theta 、女性の国際音楽フラタニティSigma Alpha Iota 、Omicron Delta Kappa に所属し、Summer Welcome ではオリエンテーション・リーダーを務めた。後にミズーリ大学とミズーリ州ケープジラードにあるサウスイースト・ミズーリ州立大学より名誉学位を授与された。
彼女の音楽の創造性は1つのジャンルからくるものではなく、彼女はドラムのビートが鳴る曲であれば何でも好んでいた。2008年、彼女はエレン・デジェネレスに「もしもドラムがなかったらその曲を覚えられないでしょう」と語った。

### 初期
大学卒業前からミズーリ州フェントンのケリソン小学校の教師として音楽を教えていた。当時いくつかのバンドで週末に歌う機会を得た。その後、地元のミュージシャンでプロデューサーのジェイ・オリヴァーを紹介された。彼はミズーリ州セントルイスにある彼の両親の家の地下にスタジオを所有しており、彼女がコマーシャルのジングルを作成する手助けをした。彼女が製作した最初のジングルは、セントルイスのデパートメント・ストアFamous-Barr の新年度セールであった。その後マクドナルドやトヨタ自動車のコマーシャルのジングルも製作。『60 Minutes』で
マクドナルドのコマーシャルだけで4万ドルを稼いだと引用された。
1986年に、自らの音楽への夢を追うため、カリフォルニアに移住する。翌1987年から1989年、マイケル・ジャクソンのコンサート・ツアー『Bad World Tour』でのコーラスを務め、ツアーの一環で同年9月から10月にかけて来日もしている。しばしば『キャント・ストップ・ラヴィング・ユー』でジャクソンと演奏した。スティーヴィー・ワンダー、ベリンダ・カーライル、ドン・ヘンリーなど多くの著名なアーティストのバッキング・ヴォーカルとしてレコーディングへ参加。
1990年、短期間で終わったスティーヴン・ボチコのドラマ『Cop Rock 』で歌った。同年、映画『Bright Angel 』に彼女の曲『Heal Somebody 』が登場した。翌年彼女は映画『ハートブルー』のサウンドトラックで使用された『Hundreds of Tears 』を演奏し、ケニー・ロギンスのアルバム『Leap of Faith 』の曲『I Would Do Anything 』で彼とデュエットした。

### 1990年代

#### 1992年: デビュー・アルバムの頓挫
1990年、A&Mレコードと契約し、1992年、フィル・コリンズのプロデューサーヒュー・パジャムによるデビュー・アルバムに予定された曲のレコーディングを行なった。当初は、1992年9月22日に自身の名を冠したアルバムが発売されるはずだったが、レコード会社から発売を無期延期される。しかしながらこのアルバムの宣伝活動に使われるはずであった複製版が出版業者を通じて数多く出回った。このアルバムはファイル共有ソフトやファン・トレーディングなどで現在も広く出回っている。彼女の曲はセリーヌ・ディオン、ティナ・ターナー、ワイノナ・ジャッドなど多くの著名なアーティストによりレコーディングされた。

#### 1993年～1997年: 世界規模の成功
当時彼女はケヴィン・ギルバートと交際を始め、彼の所属する即興音楽グループ「チューズデイ・ミュージック・クラブ」に彼女も参加するようになった。1993年、ビル・ボットレルがプロデュースを手掛けたアルバム『チューズデイ・ナイト・ミュージック・クラブ』（Tuesday Night Music Club）で、ようやくソロ・デビュー。このグループのメンバーのギルバート、デイヴィッド・ベアウォルド、デイヴィッド・リケッツ(2人はデイヴィッド&デイヴィッドを結成していた)、ビル・ボットレル、ブライアン・マクロード、ダン・シュワルツ は彼女のデビュー・アルバム『チューズデイ・ナイト・ミュージック・クラブ』で作曲者名に名を連ねている。
1993年、『ローリング・ストーン』誌の新人部門に登場。『チューズデイ・ナイト・ミュージック・クラブ』の曲は3枚目のシングル「さらばラス・ヴェガス」を含み、ほとんど友人達により書かれたものである。1994年秋に「オール・アイ・ワナ・ドゥ」が予期せぬ大ヒットとなるまでこのアルバムはゆっくりと売り上げを伸ばしていった。後に彼女が『ピープル』誌に語ったところによると、ロサンゼルスの辺りの古本屋で古い詩集を見つけ、曲の歌詞に使ったそうである。シングルカットされた「ストロング・イナフ」はビルボード5位、「キャント・クライ・エニーモア」は同40位となった。このアルバムは、1990年代のアメリカとイギリスで700万枚を超えるセールスを記録。同作収録曲の「オール・アイ・ワナ・ドゥ」は全米ビルボードチャートで最高2位まで上昇する大ヒットとなり、1995年の第37回グラミー賞では最優秀レコード賞、最優秀新人賞、最優秀女性ポップ・ヴォーカル・パフォーマンス賞の3冠を受賞した。1994年と1997年にウッドストック・フェスティバル、1997年にAnother Roadside Attraction に出演。
1995年のドン・ヘンリーのアルバム『アクチュアル・マイルス ドン・ヘンリー・グレイテスト・ヒッツ』の収録曲『ガーデン・オブ・アラー』にバック・ヴォーカルとして参加。1995年に、ソロ初の来日公演を行い、以降プロモーションやシークレット・ライブを目的としたものを含め6回（うちツアーでは3回）来日している。
次いで1996年に自身の名を冠したセカンド・アルバム『シェリル・クロウ』を発表。このアルバムには妊娠中絶、ホームレス、核戦争についての曲が含まれている。このアルバムからの1枚目のシングル『イフ・イット・メイクス・ユー・ハッピー』は主にラジオでも大ヒットを記録し、1997年の第39回グラミー賞で最優秀女性ロック・ヴォーカル・パフォーマンス賞、最優秀ロック・アルバム賞の二部門を受賞した。このアルバムからの他のシングルは『A Change Would Do You Good 』、『Home 』、『エヴリデイ・イズ・ア・ワインディング・ロード』である。彼女は自身でこのアルバムをプロデュースした。このアルバム収録曲『Love Is A Good Thing 』の歌詞で、ウォルマートで子供が簡単に銃を手に入れることができると思わせる歌詞があることからウォルマートでのこのアルバムの販売を禁止した。1997年、映画『007 トゥモロー・ネバー・ダイ』のテーマ曲に楽曲を提供。彼女の曲『トゥモロー・ネヴァー・ダイ』は第41回グラミー賞最優秀楽曲賞映画、テレビ、その他映像部門、第55回ゴールデングローブ賞歌曲賞にノミネートされた。1998年、スコット・ウェイランドのアルバム『12 Bar Blues 』でコラボレートしている。

#### 1998年～1999年: 『グローブ・セッションズ』およびライヴ・アルバム
1998年にサードアルバム『グローブ・セッションズ』をリリース。この時期のインタビューで、エリック・クラプトンとの短期間の交際によると推測される重いうつ状態に陥っていた。このアルバムからの1枚目のシングル『My Favorite Mistake 』は、本人は火遊びした元ボーイフレンドと語っているが、クラプトンについて書かれたとの噂がある。ビルボード誌上でこの曲が誰について書かれたものなのか話す事を拒否している。「人々は好き勝手に色々推測するけど、私だけが真実を知ってるの。私が誰と関係を持とうが私の勝手だし、それを誰かに話す事はない。私の親しい人にも話すつもりもないわ」と語った。アルバムのレコーディングが困難であったにも関わらず、2005年のBBCで「私のお気に入りのシングルは『My Favorite Mistake 』で、レコーディングもとても楽しかったし、今も演奏するのが楽しい」と語った。1999年の第41回グラミー賞で最優秀アルバム技術賞(クラシック以外)、最優秀ロック・アルバム賞の二部門受賞。1999年、映画『ビッグ・ダディ』のサウンドトラックに含まれたガンズ・アンド・ローゼズの『スウィート・チャイルド・オブ・マイン』のカバーをボーナス・トラックとして追加したアルバムを再発表。この曲は2000年の第42回グラミー賞最優秀女性ロック・ヴォーカル・パフォーマンス賞を受賞した。このアルバムからの他のシングルは『There Goes the Neighborhood 』、『Anything but Down 』、『The Difficult Kind 』である。『There Goes the Neighborhood 』は2001年の第43回グラミー賞最優秀女性ロック・ヴォーカル・パフォーマンス賞を受賞した。『グローブ・セッションズ』はBillboard 200で最高順位第5位となり、2008年1月現在のアメリカ国内の売り上げは200万枚におよぶ。
1998年後期、バート・バカラックのトリビュート・コンサートを行ない、『One Less Bell to Answer 』を歌った。
1999年、映画『The Minus Man 』で不運な放浪者役で女優デビューし、シリアルキラー役であったオーウェン・ウィルソンと交際を始めた。
ニューヨーク・セントラルパークにてコンサートを行う。その模様は『Sheryl Crow and Friends: Live from Central Park 』としてリリースされた。またこのコンサートは多彩なゲスト陣（盟友でもあるディクシー・チックス、サラ・マクラクラン、クリッシー・ハインド、スティーヴィー・ニックス、かつての交際相手エリック・クラプトン、そしてキース・リチャーズ)が話題となった。このアルバムの収録曲『There Goes the Neighborhood 』は最終的に2001年の第43回グラミー賞を受賞した。

### 2000年代

#### 2002年～2004年: 『カモン・カモン』および『ヴェリー・ベスト・オブ・シェリル・クロウ』
1990年代後期から強皮症に関するScleroderma Research Foundation (SRF)に関わり、資金集めイベントで演奏をし、SRF創立者のシャロン・モンスキーと知り合った。2002年、彼女の友人のケント・セクストンが強皮症で亡くなり、彼の葬儀で伝統的聖歌『Be Still, My Soul 』を歌うためアルバムのレコーディングを一時中断。11月、この曲がシングルとして発表され、収益金はSRFに寄付されることとなった。
2002年3月、メリーランド州ベセスダにある全米海軍病院で負傷兵のために歌った。病室でジャム・セッションを行ない愛国精神を表した。彼女は一流の軍医に敬意を表し、彼女の名曲『Sweet Child of Mine 』(私のかわいい子)を即興で『Sweet Doc of Mine 』(私の素敵な医者)に置き換えた。ギターと笑顔で演奏を続けた。
2002年、4枚目となるアルバム『カモン・カモン』(C'mon C'mon )をリリース。この作品は日本ではオリコンアルバムチャート最高位9位と大ヒット。ヒット曲『ソーク・アップ・ザ・サン』が含まれる。日本公演を収めたライブ盤『Live at 武道館』も日本のみリリースされた。翌2003年の第45回グラミー賞ではこのアルバムからの2枚目のシングル 『スティーブ・マックイーン』(Steve McQueen )で最優秀女性ロック・ボーカル・パフォーマンス賞を受賞。またこの作品でも多彩なゲスト（ドン・ヘンリー、レニー・クラヴィッツ、エミルー・ハリス、スティーヴィー・ニックス、リズ・フェア、グウィネス・パルトロウなど）が話題に。
2003年、イラク戦争に反対し、『グッド・モーニング・アメリカ』での演奏中、「I don't believe in your war, Mr. Bush! 」(ブッシュ大統領、私はあなたの戦争を信じない)と書かれたTシャツを着用し、彼女の公式ウェブサイトでこのことについて言及した。第45回グラミー賞でキッド・ロックと演奏した際、大きなピースマークの服、「No War 」(戦争反対)と書かれたギター・ストラップを着用した。
映画『ブリジット・ジョーンズの日記』のため『Kiss That Girl 』を発表。また映画『アイ・アム・サム』のためビートルズの『Mother Nature's Son 』をカヴァー。ラッパーのキッド・ロックとデュエットでクロスオーバー・ヒットした『Picture 』を発表。また彼の『Run Off to L.A 』に助力した。
2003年、ミシェル・ブランチの2枚目のアルバム『Hotel Paper 』の収録曲『Love Me Like That 』でコラボレート。またジョニー・キャッシュのアルバム『American III: Solitary Man 』の収録曲『Field of Diamonds 』にバックグラウンド・ヴォーカルとして、『Wayfaring Stranger 』と『Mary of the Wild Moor 』にアコーディオンで参加した。
2003年、『ヴェリー・ベスト・オブ・シェリル・クロウ』(The Very Best of Sheryl Crow )をリリース。いくつかの新曲を含め、彼女の多くのヒット曲で構成されている。シングルカットされたバラード『ザ・ファースト・カット・イズ・ザ・ディーペスト』（キャット・スティーヴンスの曲のカヴァー）はラジオでパワープレイされ、『オール・アイ・ワナ・ドゥ』以降の爆発的な人気を得た。彼女のラジオでの最大のヒット曲となり、米国のエアプレイチャートで1位を獲得。Billboard Hot 100に36週にわたってチャートインして、プラチナディスクに認定され、Billboard Hot 100では最高14位に達した。アメリカン・ミュージック・アワードにおいても最優秀女性ロックアーティスト賞を受賞。またシングル『Light in Your Eyes 』はラジオで限定放送されアメリカン・ミュージック・アワードでアダルト・コンテンポラリー・アーティスト賞を受賞。
2004年、コール・ポーターの伝記映画『五線譜のラブレター』にミュージカル女優役で出演。

#### 2005年～2007年: 『ワイルドフラワー』

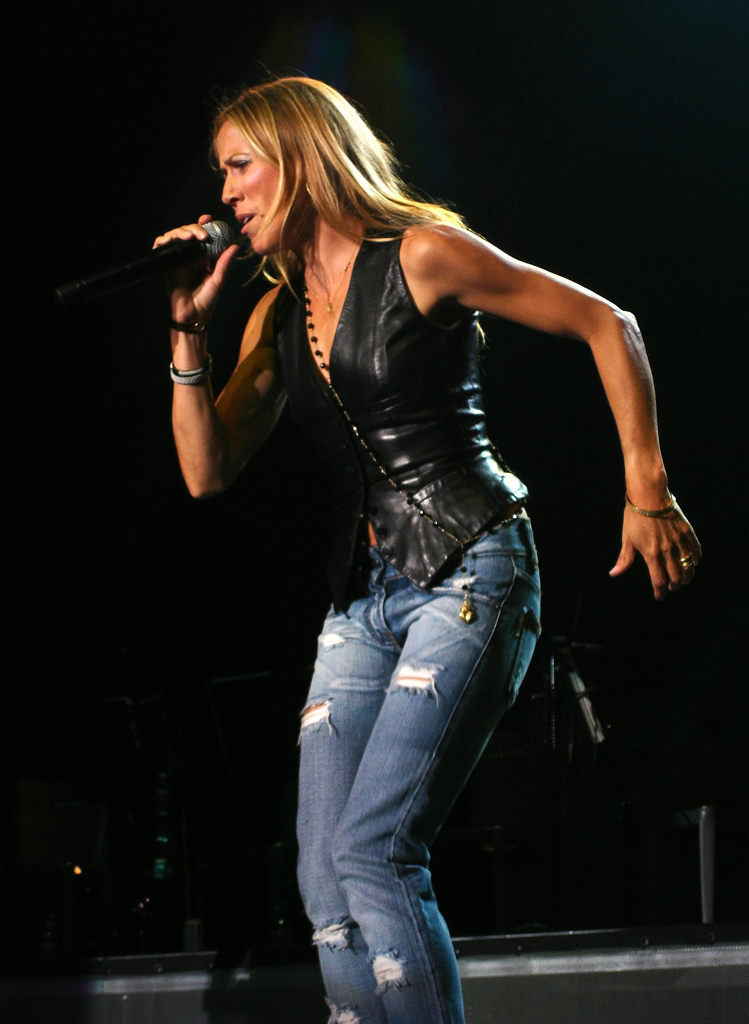
シェリル・クロウ（2006年）

2005年9月、5枚目のアルバム『ワイルドフラワー』(Wildflower )をリリース。ビルボードでは2位発進であったが、批評は様々で、商業的にはこれまでのアルバム同様の成功とは言い難かった。2005年12月、第48回グラミー賞でアルバムが最優秀ポップ・ヴォーカル・アルバム賞に、シングル『Good Is Good 』が最優秀女性ポップ・ヴォーカル・パフォーマンス賞にノミネートされた。しかしどちらの賞もケリー・クラークソンが受賞し、彼女は受賞を逃した。2006年、イギリスのミュージシャンのスティングと演奏したこのアルバムからの2枚目のシングル『Always on Your Side 』が発表されるとラジオで流れるようになりすぐにAdult Top 40 にランクインし、アルバムの売り上げは再び伸びた。スティングとのこのコラボレーションは2007年の第49回グラミー賞で最優秀ポップ・コラボレーション賞ヴォーカル部門にノミネートされた。2008年1月現在、『ワイルドフラワー』は全米で949,000枚売り上げた。
2006年、ディズニー/ピクサーのアニメ映画『カーズ』のオープニング曲『Real Gone 』を発表。2006年2月中旬、早期乳癌と診断され、担当医は「完治の予後は素晴らしい」と語った。
5月18日、乳癌との診断後初の演奏は、フロリダ州オーランドで行なわれたSAPサファイア・コンヴェンションで、1万名以上の情報技術者を前にして行なわれた。6月12日、診断後初めて公の場に現れ、インディアナ州インディアナポリスにあるミュラット・シアターで演奏した。
2006年8月23日、CNNの『ラリー・キング・ライブ』に出演。この番組で彼女は再起、ランス・アームストロングとの破局、マイケル・ジャクソンのバックアップ・シンガーとしての過去、乳癌克服の経験について語った。
2006年後期、映画『Home of the Brave 』に使用された『Try Not To Remember 』で第64回ゴールデングローブ賞オリジナル歌曲賞にノミネートされた。

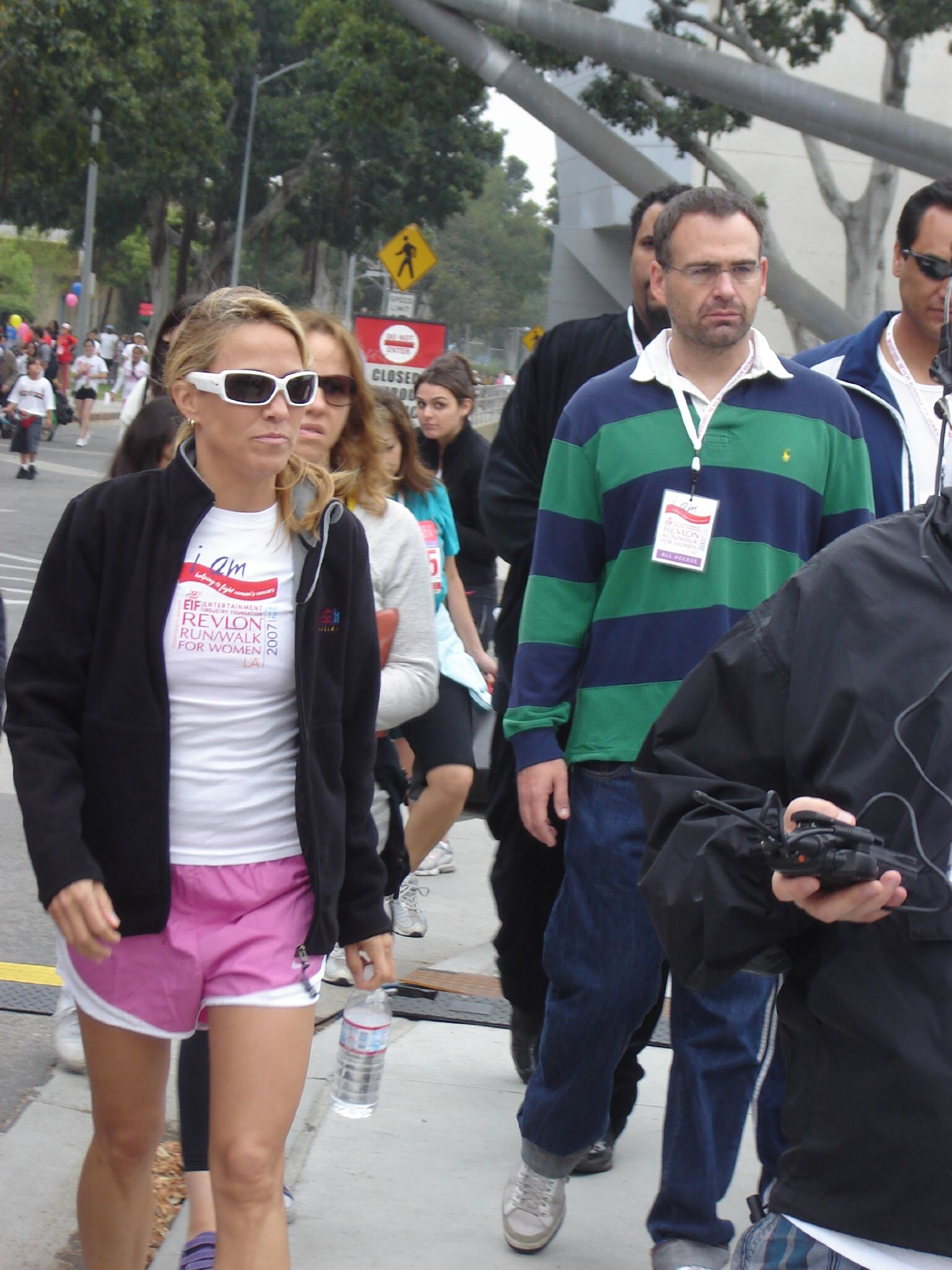
シェリル・クロウ（左、2007年）

2007年、クリス・カー監督のドキュメンタリー映画『Crazy Sexy Cancer 』を基にしたカーの書籍『Crazy Sexy Cancer Tips 』に序文を寄せた。2007年11月、映画『ビー・ムービー』のためにビートルズの「ヒア・カムズ・ザ・サン」をカヴァー。またライアン・アダムスのアルバム『Easy Tiger 』の収録曲「Two」にバックグランド・ヴォーカルとして参加している。

#### 2008年～2009年: 『ディトアーズ』
2008年2月5日（日本先行発売日は1月30日）に6枚目のアルバム『ディトアーズ』(Detours) を発売した。第1週に92,000枚、第2週に52,000枚を売り上げ、全米Billboard 200初登場第2位となった。
このアルバムはテネシー州ナッシュビルにある彼女の農場でレコーディングされた。彼女の息子ワイアットが登場する『Lullaby for Wyatt 』は映画『さよなら。いつかわかること』で使用された。彼女は「このアルバムの曲は私の人生の過去3年に起こったことに着想を得た」と語り、乳癌の闘病、ランス・アームストロングとの破局が題材になったとされる。
『Shine over Babylon 』はこのアルバムからの最初のダウンロードのみのプロモーション・シングルとなった。このアルバムからの最初の公式のシングルは『Love Is Free 』、2枚目は『Out of Our Heads 』。2010年現在、世界で70万枚を売り上げている。
リベラルな政治活動家として、アメリカ合衆国大統領選挙ではバラク・オバマを支持。2008年の民主党全国大会の4日目と最終日に演奏した。
2008年の北京オリンピックでアメリカ・チームのスポンサーとなっているAT&T製作の『Team USA Olympic Soundtrack 』の中の『So Glad We Made It 』をレコーディングした。2008年の彼女のツアー公演のチケット1枚につき1ドルが国際連合世界食糧計画に寄付されると発表された。
2009年11月17日、A&Mレコードは彼女のデビュー・アルバム『チューズデイ・ナイト・ミュージック・クラブ』をデラックス・ヴァージョンとして2枚組CDおよびDVDのセットで再発売した。このアルバムにはラジオでチャート入りしたシングル『Killer Life 』も収録されている。ボーナスCDには未発表曲、B面曲、『I Shall Believe 』の再録などが含まれている。DVDにはアルバムからのシングル曲のミュージック・ビデオが収録されている。

### 2010年代

#### 2010年～2012年: 『100 Miles from Memphis』
2010年3月、ジャクソン・ブラウンとのジョイント・ツアーで来日公演を行う（金沢公演はクロウのみ）。
Enough Project とダウンタウン・レコードの Raise Hope for Congo のため、話し言葉で録音された『My Name Is Mwamaroyi 』を発表。世界中の人々にコンゴの平和を訴え、収益金はコンゴの女性達の保護や人権尊重のための取り組みに寄付される。
2010年7月20日、A&Mレコードは彼女の7枚目のアルバム『100 Miles from Memphis 』を発表。このアルバムはクラシックな流れとリード・シングル『Summer Day 』を特徴としている。アルバムの「メンフィスから100マイル (160 km)」という題名は、音楽のメッカから彼女の故郷への距離を表し、彼女の音楽の経歴への頌歌であり、若い音楽ファンにポップからオートチューンへの推移を知ってもらうきっかけになることを望むものである。
同年後期、ロレッタ・リンのトリビュート・アルバム『Coal Miner's Daughter: A Tribute to Loretta Lynn 』でリン、カントリー歌手ミランダ・ランバートと共にタイトル曲である『Coal Miner's Daughter 』を歌った。2010年11月に行なわれた第44回CMAアワードでこの曲が演奏された。
2011年9月20日、批評家の称賛を得た1982年の映画『ダイナー』に着想を得た新しいミュージカル作品の音楽および作詞を担当することが発表された。トニー賞受賞者のキャサリン・マーシャルによる演出および振付により、2012年秋にブロードウェイで上演されることとなった。
2011年10月11日、ウィリアム・シャトナーのアルバム『Seeking Major Tom 』に収録された、電子音楽アーティストK.I.A. の2003年のアルバム『Adieu Shinjuku Zulu 』内の『Mrs. Major Tom 』を歌った。
2012年9月、ニコラス・クリストフとシェリル・ウーダンの書籍から着想を得た多角的プロジェクトHalf the Sky: Turning Oppression into Opportunity for Women Worldwide をサポートするキャンペーン『30 Songs / 30 Days 』で彼女が取り上げられた。
ジャーナリストのケイティ・クーリックより新番組トークショー『Katie 』のテーマソングを依頼された。この曲『This Day 』はデイタイム・エミー賞オリジナル楽曲賞にノミネートされた。
2012年11月1日、無料でダウンロードできるオリジナル曲『Woman in the White House 』を発表。女性大統領案を提案するカントリー調の曲で、「押し付けがましいジェンダー主義」などの批判から「自然で意図がはっきりしている」という称賛まで賛否両論であった。皮肉な歌詞についてカントリー歌手のブラッド・ペイズリーは称賛した。この曲は後にiTunesでダウンロードできるようになり、収益金の一部がアメリカ赤十字社を通じハリケーン・サンディの復興支援のため寄付された。

### 2013年～

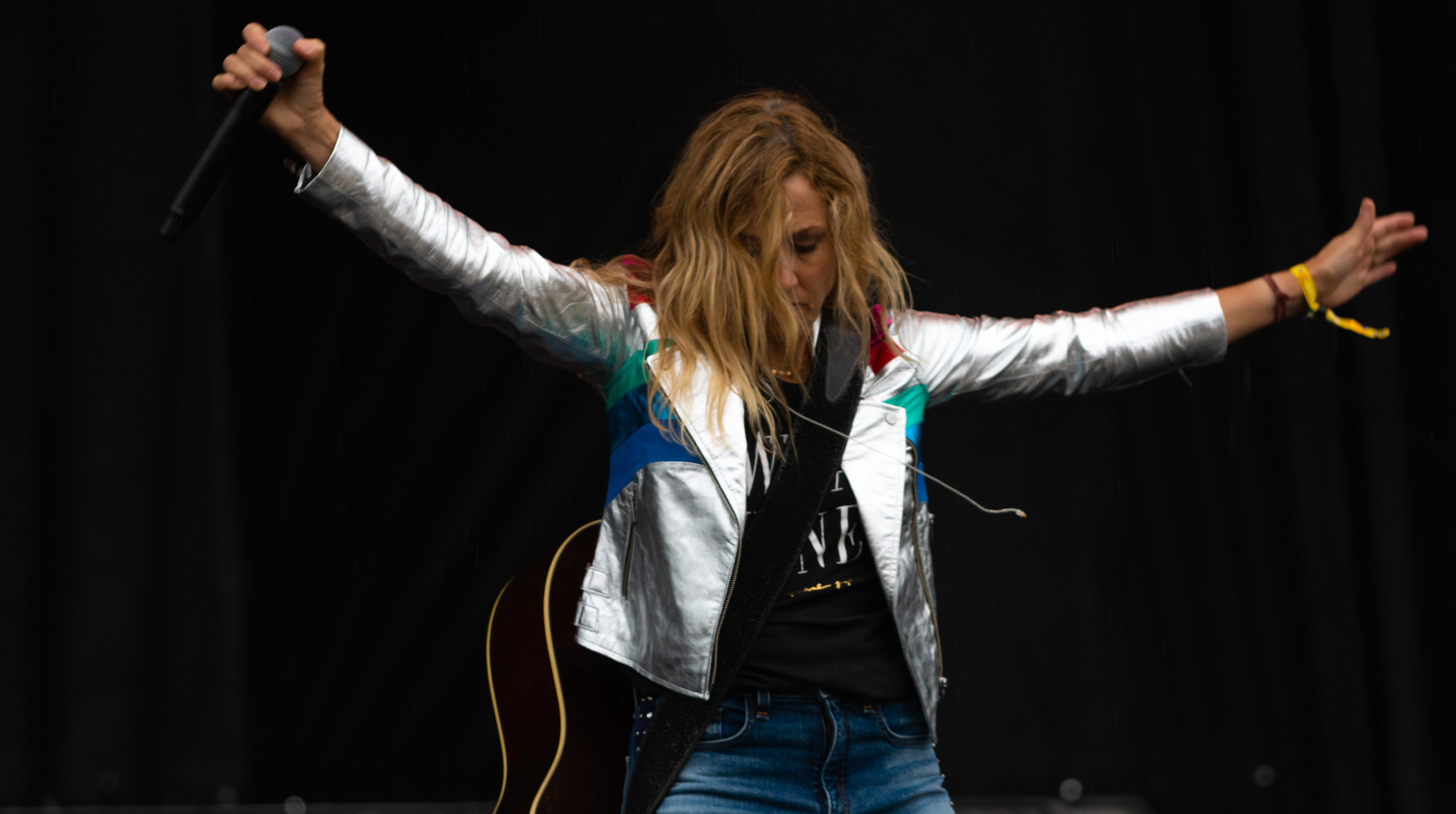
シェリル・クロウ（2018年）

2013年3月12日、ワーナー・ブラザース・ナッシュビル移籍第一弾となるアルバムのリード・シングル『Easy 』がiTunesで発表された。2003年の『ザ・ファースト・カット・イズ・ザ・ディーペスト』以来のソロ・カントリー・シングルとなる。
2013年9月10日、『Easy』を含む新アルバム『フィールズ・ライク・ホーム』をリリース。本作は自身初のカントリーアルバムで、ブラッド・ペイズリーをはじめとする多数のソングライターと共作しており、ジャスティン・ニーバンクとの共同プロデュースでナッシュビルで録音された。アメリカでは発売初週に3万6000枚を売り上げ、Billboard 200チャートで7位、ビルボードトップカントリーアルバムチャートでキース・アーバン、ルーク・ブライアンに次ぐ3位にそれぞれランクインした。
2017年7月、ゲイリー・クラーク・Jr.がギターで参加している「Halfway There」を含む新アルバム『ビー・マイセルフ』をリリース。

### 2020年代
2023年、Performer部門にて『ロックの殿堂』入り。

## 発言
マイケル・ジャクソンの性的虐待を告発したドキュメンタリー映画『ネバーランドにさよならを』は告発者の証言の矛盾などその真偽に多くの疑惑がもたれているが、ドキュメンタリーやマイケルについて尋ねられたシェリルはマイケルや告発者の元少年と18か月間ツアーを共にしていたといい、告発者を素晴らしい少年だったとして、告発については「家族の死のようだ」と表現した。そしてマイケルは当時その功績の大きさから周囲から特別扱いされていたとして、それはマイケルのオーラの一部を形成していたとするとともに、「どこか触れられない、宇宙人のような感じだった」と形容。そしてシェリルは虐待の現場を直接見たわけではないものの「とても哀しいし、多くの人々に怒りを感じる。彼を囲う大きなネットワークがきっとそうさせたんだと思う。これは悲劇だわ」と語った。ただしシェリルはその後に行われた別のインタビューでドキュメンタリーを観てはいないと話している。
シェリルは2022年に公開された自身のドキュメンタリー映画でもマイケルについて「私は世間知らずだったけれど、少年が数人もツアーに帯同するなんておかしいと思ってたの。彼が歩んだ人生に哀しくなるし、子供たちについてはもっと可哀想に思うわね」と発言し、一貫してマイケルへの否定的な姿勢を表明している。

## プライベート

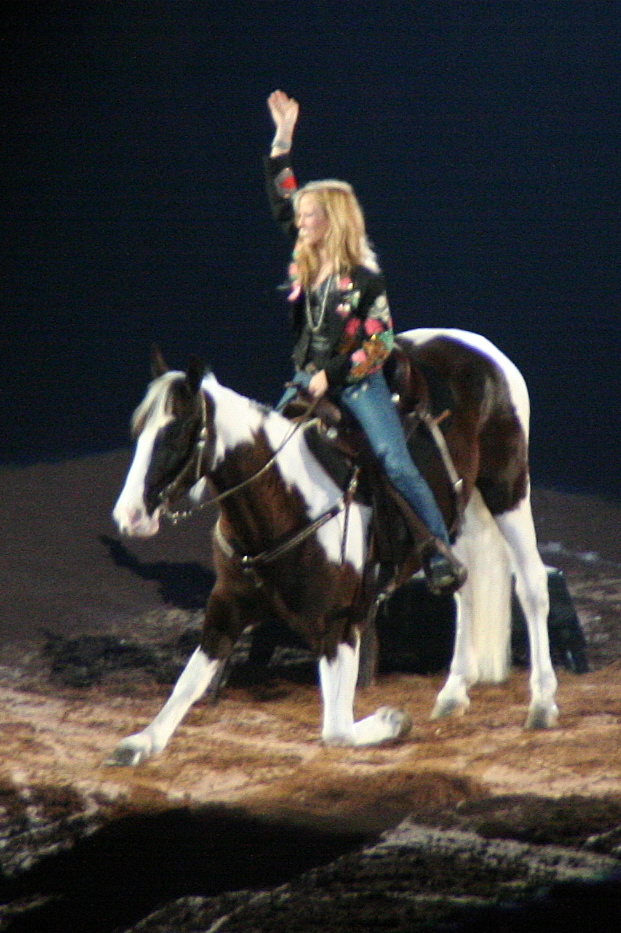
馬とシェリル・クロウ（2007年）

アイルランド系アメリカ人の流れを汲んでおり、元アメリカ合衆国下院議員チャールズ・A・クロウ(1873年 – 1938年)の曾孫である。
数々の著名な人々と浮名を流してきている。俳優オーウェン・ウィルソンとの交際ではアルバム 『カモン・カモン』(2002年)のライナー・ノートによると収録曲『Safe and Sound 』は2人の関係についての自伝的歌詞であり、彼に捧げられたものである。その後2003年から自転車プロロードレース選手のランス・アームストロングと交際を始めた。彼は多くのインタビューで彼女の音楽が彼の癌を癒したと語った。2005年9月、婚約を発表したが、2006年2月、破局。
その直後、ロサンゼルスの施設で乳癌外科医クリスティ・ファンクによる治療を受けた。2006年2月、最小侵襲手術を受け、その後放射線療法を施された。治療は成功したが、2011年11月、脳腫瘍の一種で通常良性腫瘍となる髄膜腫が発見された。
2007年5月11日、4月29日生まれの生後2週間の乳児を養子にし、ワイアット・スティーヴン・クロウと名付けたことを公式ウェブサイトで発表した。2010年6月4日、4月30日生まれの別の乳児を養子にし、リーヴァイ・ジェイムス・クロウと名付けたことを発表。現在一家はナッシュビル郊外の154-エーカー (0.62 km2)の農場に住んでいる。
2011年7月、ワイオミング州シャイアンで行なわれたロデオCheyenne Frontier Days  に、動物福祉専門家がこのイベントが動物虐待にあたるとして彼女に出演中止を要請し、約13,000名が出演中止に署名した が、彼女は開幕日に演奏した。

## アルバム・ディスコグラフィ
- チューズデイ・ナイト・ミュージック・クラブ - Tuesday Night Music Club (1993年)
- シェリル・クロウ - Sheryl Crow (1996年)
  - 収録曲「Love is a Good Thing」の歌詞の「ウォルマートで買ったおもちゃのピストル」というフレーズが子供達の暴力行為を助長するとして、全米のウォルマートではこのアルバムは発売されていない。
- グローブ・セッションズ - The Globe Sessions (1998年)
  - 地球と一体化しているという意味の造語
- ライヴ・フロム・セントラル・パーク - Sheryl Crow and Friends: Live From Central Park (1999年)
- カモン・カモン - C'mon C'mon (2002年)
- Live at 武道館 - Live at Budokan (2003年) 
日本のみのリリース
- ヴェリー・ベスト・オブ・シェリル・クロウ - Very Best of Sheryl Crow (2003年)
  1. オール・アイ・ワナ・ドゥ
  2. ソーク・アップ・ザ・サン
  3. マイ・フェイヴァリット・ミステイク
  4. ザ・ファースト・カット・イズ・ザ・ディーペスト（アルバム・ヴァージョン）
  5. エヴリデイ・イズ・ア・ワインディング・ロード
  6. リーヴィング・ラス・ヴェガス
  7. ストロング・イナーフ
  8. ライト・イン・ユア・アイズ
  9. イフ・イット・メイクス・ユー・ハッピー
  10. ラン・ベイビー・ラン
  11. ピクチャー（キッド・ロック・デュエット・ヴァージョン）
  12. カモン・カモン（コアーズ・ヴァージョン）
  13. ア・チェンジ・ウッド・ドゥ・ユー・グッド
  14. ホーム
  15. ゼアー・ゴーズ・ザ・ネイバーフッド
  16. アイ・シャル・ビリーヴ
  17. レッツ・ゲット・フリー
- ワイルドフラワー - Wildflower (2005年)
- ディトアーズ - Detours (2008年)
- 100マイルズ・フロム・メンフィス - 100 Miles from Memphis (2010年)
- フィールズ・ライク・ホーム - Feels Like Home (2013年)
- ビー・マイセルフ - Be Myself (2017年)
- スレッズ - Threads (2019年)
- エヴォリューション - Evolution (2024年）

## Fender Custom Shop Sheryl Crow 1959 Custom Telecaster
2012年12月、シェリルの名を冠したフェンダー・テレキャスターがフェンダー・カスタムショップから世界60本限定で発売された。
本機が制作されたいきさつは 日本版フェンダー公式サイトリンク切れ](web archive) に詳しく記されている。1994年にシェリルにとって初のソロツアーが始まる直前、バンドの楽器機材が盗難に遭い、彼女が長年愛用していたテレキャスターもその中に含まれていた。ツアー開始後にそのいきさつを知ったファンより、乳がんで死去した母親の形見である1959年製テレキャスターを、盗まれたギターの代わりに使って欲しいとの申し入れがあり、シェリルは快諾。以来彼女は現在まで大事に使い続けている。
このギターを完全復刻したのが当機である。

## 映画、テレビ出演作品
| 年   | 題                   | 役              | 特記           |
| ---- | -------------------- | --------------- | -------------- |
| 1996 | Fairway to Heaven    | リポーター      | テレビ映画     |
| 1998 | 54 フィフティ★フォー | VIPパトロン     |                |
| 1999 | The Minus Man        | キャスパー      |                |
| 2004 | 五線譜のラブレター   | 演奏者          |                |
| 2006 | カーズ               | エルヴィス (声) | クレジット無し |

| 年   | 題                                      | 役         | 特記                                                           |
| ---- | --------------------------------------- | ---------- | -------------------------------------------------------------- |
| 1990 | Cop Rock                                | 秘密捜査員 | エピソード: Bang the Potts Slowly                              |
| 2004 | One Tree Hill                           | 本人       | エピソード: The First Cut Is the Deepest                       |
| 2009 | 30 ROCK/サーティー・ロック              | 本人       | エピソード: Kidney Now!                                        |
| 2010 | シークレット・アイドル ハンナ・モンタナ | 本人       | エピソード: It's the End of the Jake as We Know It             |
| 2010 | クーガータウン                          | サラ       | エピソード: Turn This Car Around、Everything Man、Wake Up Time |
| 2012 | Good Christian Belles                   | 本人       | エピソード: Forbidden Fruit                                    |
| 2013 | The Voice Season 4                      | 本人       | ブレイク・シェルトンのアドヴァイザー                           |

## 書籍
- If It Makes You Healthy チャック・ホワイトとの共著 (2011年)